# Championnats d'Europe de kayak-polo
Le championnat d'Europe de kayak-polo est une compétition de kayak-polo.
Depuis 1994, le championnat d'Europe a lieu tous les deux ans, les années impaires, en alternance avec le championnat du monde de kayak-polo, qui se déroule les années paires.

## Récapitulatif des médailles d'or
| Année | Lieu                    | Seniors Hommes  | Seniors Femmes  | Espoirs Hommes  | Espoirs Femmes |
| ----- | ----------------------- | --------------- | --------------- | --------------- | -------------- |
| 1995  | Italie / Rome           | Grande-Bretagne | Allemagne       |                 |                |
| 1997  | Allemagne / Essen       | France          | Grande-Bretagne |                 |                |
| 1999  | Belgique / Malines      | France          | Allemagne       |                 |                |
| 2001  | Pologne / Bydgoszcz     | Allemagne       | Grande-Bretagne | France          | Allemagne      |
| 2003  | Irlande / Kilcock       | Pays-Bas        | Allemagne       | Allemagne       |                |
| 2005  | Espagne / Madrid        | Allemagne       | Grande-Bretagne | Espagne         | Allemagne      |
| 2007  | France / Thury-Harcourt | Pays-Bas        | Allemagne       | France          | Allemagne      |
| 2009  | Allemagne / Essen       | Italie          | Grande-Bretagne | Allemagne       | France         |
| 2011  | Espagne / Madrid        | France          | Grande-Bretagne | France          | Allemagne      |
| 2013  | Pologne / Poznań        | Allemagne       | Allemagne       | France          | Allemagne      |
| 2015  | Allemagne / Essen       | Allemagne       | Allemagne       | France          | Allemagne      |
| 2017  | France /Saint-Omer      | Espagne         | Allemagne       | Grande-Bretagne | Allemagne      |
| 2019  | Portugal / Coimbra      | Allemagne       | Grande-Bretagne | Allemagne       | Allemagne      |
| 2021  | Italie / Catane         | Allemagne       | France          | France          | Allemagne      |

## Table des médailles (après l'édition 2015)

### Table des médailles «Senior Hommes»
| Rang | Pays            | Médaille d'or | Médaille d'argent | Médaille de bronze | Médailles | Participations |
| ---- | --------------- | ------------- | ----------------- | ------------------ | --------- | -------------- |
| 1    | Allemagne       | 4             | 4                 | 0                  | 8         | 11             |
| 2    | France          | 3             | 1                 | 2                  | 6         | 11             |
| 3    | Pays-Bas        | 2             | 0                 | 3                  | 5         | 11             |
| 4    | Grande-Bretagne | 1             | 4                 | 3                  | 8         | 11             |
| 5    | Italie          | 1             | 2                 | 2                  | 5         | 11             |
| 6    | Espagne         | 0             | 0                 | 1                  | 1         | 9              |

### Table des médailles «Senior Femmes»
| Rang | Pays            | Médaille d'or | Médaille d'argent | Médaille de bronze | Médailles | Participations |
| ---- | --------------- | ------------- | ----------------- | ------------------ | --------- | -------------- |
| 1    | Allemagne       | 6             | 2                 | 2                  | 10        | 11             |
| 2    | Grande-Bretagne | 5             | 3                 | 2                  | 10        | 11             |
| 3    | France          | 0             | 5                 | 5                  | 10        | 11             |
| 4    | Pays-Bas        | 0             | 1                 | 2                  | 3         | 9              |

### Table des médailles «Espoir Hommes»
| Rang | Pays      | Médaille d'or | Médaille d'argent | Médaille de bronze | Médailles | Participations |
| ---- | --------- | ------------- | ----------------- | ------------------ | --------- | -------------- |
| 1    | France    | 5             | 2                 | 0                  | 7         | 8              |
| 2    | Allemagne | 2             | 4                 | 1                  | 7         | 8              |
| 3    | Espagne   | 1             | 0                 | 1                  | 2         | 7              |
| 4    | Pays-Bas  | 0             | 1                 | 1                  | 5         | 8              |
| 5    | Danemark  | 0             | 1                 | 0                  | 1         | 4              |
| 6    | Pologne   | 0             | 0                 | 3                  | 3         | 8              |
| 7    | Italie    | 0             | 0                 | 1                  | 1         | 8              |
| 8    | Irlande   | 0             | 0                 | 1                  | 1         | 5              |

### Table des médailles «Espoir Femmes»
| Rang | Pays            | Médaille d'or | Médaille d'argent | Médaille de bronze | Médailles | Participations |
| ---- | --------------- | ------------- | ----------------- | ------------------ | --------- | -------------- |
| 1    | Allemagne       | 6             | 0                 | 1                  | 7         | 7              |
| 2    | France          | 1             | 3                 | 1                  | 5         | 6              |
| 3    | Pologne         | 0             | 3                 | 1                  | 4         | 6              |
| 4    | Grande-Bretagne | 0             | 1                 | 3                  | 4         | 5              |
| 5    | Belgique        | 0             | 0                 | 1                  | 1         | 1              |